# آلبوم چندآهنگه

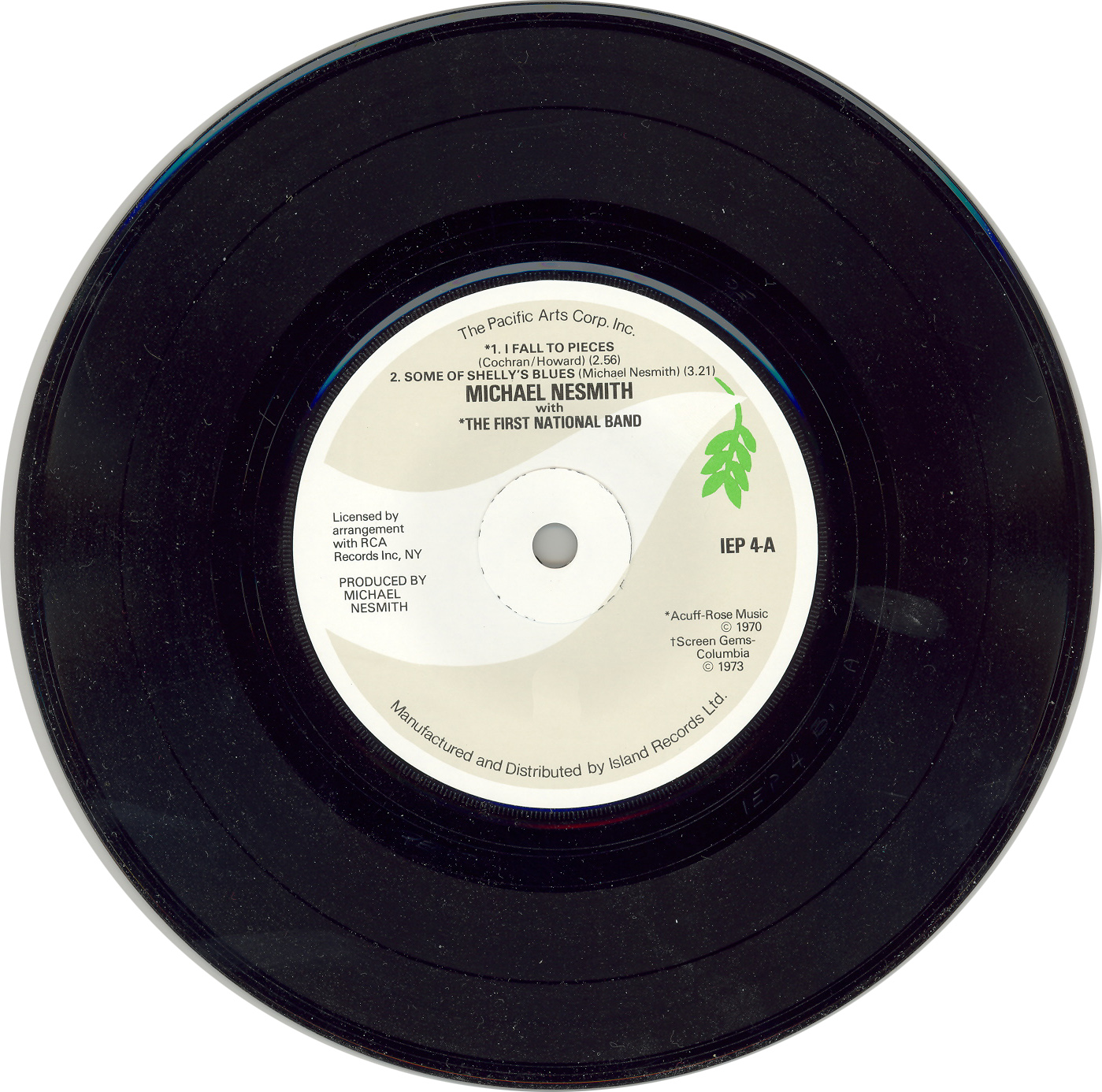
صفحه گرامافون

آلبوم چندآهنگه (به انگلیسی: Extended play؛ به‌صورت مخفف: EP - ای‌پی) بخشی از ضبط و بازتولید صدا است که از یک تک‌آهنگ تعداد بیشتری دارد اما از یک آلبوم یا آلبوم پرآهنگ تعداد کمتری دارد. ای‌پی های معاصر تا حداکثر ۸ آهنگ را در خود جای می‌دهند و زمان پخش آن‌ها بین ۱۵ تا ۳۰ دقیقه است. یک ای‌پی معمولاً نسبت به یک آلبوم انسجام کمتری دارد.

معمولاً مینی آلبومی از قطعات موسیقی است که شامل سه تا شش قطعه موسیقی می‌شود که جمعاً چیزی بین ۲۵ تا ۸۰ دقیقه زمان دارند و معمولاً حاوی نسخه‌های مختلف یا ریمیکس‌هایی از یک یا چند آهنگ به خصوص هستند و به صورت رسمی در دو حالت CD یا دیجیتالی به فروش می‌رسند. تاریخچهٔ استفاده از این اصطلاح، به زمانی بر می‌گردد که موسیقی روی صفحات گرامافون عرضه می‌شد. این اصطلاح برای صفحات گرامافونی به کار می‌رفت که دارای بیش از یک آهنگ بودند، اما تعداد آهنگ‌های آن‌ها به حدی نمی‌رسید که بتوان به آن‌ها نام «آلبوم» کامل داد.
امروزه با توجه به عرضهٔ موسیقی روی لوح فشرده، مرز بین یک آلبوم چندآهنگه و یک آلبوم پرآهنگ در واقع مرزی ساختگی است، و با توجه به مسائل تجاری تعیین می‌شود. (سودی که در قالب فروش آلبوم‌های پرآهنگ عاید یک هنرمند می‌شود، بیش از سود آلبوم چندآهنگه است)

## پیوندهای مرتبط
- نسخهٔ نمایشی
- تک‌آهنگ
- آلبوم پرآهنگ
- آلبوم استودیویی
- آلبوم زنده
- آلبوم ریمیکس
- آلبوم مفهومی
- آلبوم گردآوری‌شده
- مجموعه جعبه‌ای